# Phiala nigrolineata
Phiala nigrolineata är en fjärilsart som beskrevs av Aurivillius 1903. Phiala nigrolineata ingår i släktet Phiala och familjen Eupterotidae. Inga underarter finns listade i Catalogue of Life.